# وليد حسن (لاعب كرة قدم)
وليد حسن عبد الله إبراهيم الركابي (19 ديسمبر 1991 - ) هو لاعب كرة قدم سوداني. يلعب حالياً كمدافع في نادي التعاون الذي ينشط في الدوري الليبي الممتاز.
شارك مع المنتخب السوداني في تصفيات كأس العالم 2022 وفي كأس العرب 2021.

## الإنجازات

### المريخ
- الدوري السوداني الممتاز (1): 2019-20.

## وصلات خارجية
- وليد حسن على موقع إي إس بي إن إف سي (الإنجليزية)
- وليد حسن على موقع ناشيونال فوتبول تيمز (الإنجليزية)
- وليد حسن على موقع Soccerway.com (الإنجليزية)
- وليد حسن على موقع عالم كرة القدم.نت (الإنجليزية)